# Ia Rong
Ia Rong là một xã thuộc huyện Chư Pưh, tỉnh Gia Lai, Việt Nam.
Xã Ia Rong có diện tích 23,11 km², dân số năm 1999 là 4.518 người, mật độ dân số đạt 195 người/km².